# Saidou Alioum
Saidou Alioum Moubarak (Maroua, 25 luglio 2003) è un calciatore camerunese, attaccante dell'Omonia in prestito dall'Hammarby.

## Carriera

### Club
Alioum è cresciuto nel Sahel in Camerun ed è approdato in Europa nel 2022 fra le file dell'Hammarby. Dopo un primo anno trascorso con l'Hammarby TFF, il 5 marzo 2023 ha debuttato in prima squadra nell'incontro di Svenska Cupen vinto 8-0 contro il GIF Sundsvall.
Il 14 settembre 2023 è stato ceduto in prestito all'Omonia, club della prima divisione cipriota, per una stagione. Il 24 luglio 2024 il prestito è stato rinnovato anche per la stagione successiva.

### Nazionale
Nel 2019 ha vinto il campionato africano Under-17 con il Camerun, e due anni più tardi ha preso parte alla coppa d'Africa Under-20.

## Statistiche

### Presenze e reti nei club
Statistiche aggiornate al 12 dicembre 2024.
| Stagione        | Squadra         | Campionato      | Campionato | Campionato | Coppe nazionali | Coppe nazionali | Coppe nazionali | Coppe continentali | Coppe continentali | Coppe continentali | Altre coppe | Altre coppe | Altre coppe | Totale | Totale | Totale |
| Stagione        | Squadra         | Comp            | Pres       | Reti       | Comp            | Pres            | Reti            | Comp               | Pres               | Reti               | Comp        | Pres        | Reti        | Pres   | Reti   |        |
| --------------- | --------------- | --------------- | ---------- | ---------- | --------------- | --------------- | --------------- | ------------------ | ------------------ | ------------------ | ----------- | ----------- | ----------- | ------ | ------ | ------ |
| 2022            | Hammarby TFF    | D1              | 11         | 5          | -               | -               | -               | -                  | -                  | -                  | -           | -           | -           | 11     | 5      |        |
| 2023            | Hammarby        | A               | 1          | 0          | CS+CS           | 3+1             | 0               | UECL               | 0                  | 0                  | -           | -           | -           | 5      | 0      |        |
| 2023-2024       | Omonia          | A               | 25         | 3          | CC              | 4               | 1               | -                  | -                  | -                  | -           | -           | -           | 29     | 4      |        |
| 2024-2025       | Omonia          | A               | 11         | 5          | CC              | 0               | 0               | UECL               | 9                  | 2                  | -           | -           | -           | 20     | 7      |        |
| Totale Omonia   | Totale Omonia   | Totale Omonia   | 36         | 8          |                 | 4               | 1               |                    | 0                  | 0                  |             | -           | -           | 40     | 9      |        |
| Totale carriera | Totale carriera | Totale carriera | 48         | 13         |                 | 8               | 1               |                    | 9                  | 2                  |             | -           | -           | 65     | 16     |        |